# Telebasis salva
Telebasis salva là một loài chuồn chuồn kim trong họ Coenagrionidae.
Telebasis salva is in 1861 voor het eerst wetenschappelijk beschreven door Hagen.